# Служба жени
„Служба жени” је немачко дело, које је написао Улрих фон Лихтенштајн. Ово дело настало је 1255. године. Састоји се од 1850 епских строфа, 57 песама и 7 писама. Ово дело се сматра првим епом написаним у првом лицу на немачком језику. 

## О писцу
Улрих фон Лихтенштајн је био писац минезанга и средњег века. Рођен је у Мурау у Штајерској почетком 13. века, а премино је 21. јануара 1275. године. Детаље о Улриховом животу је тешко утврдити, јер је велики део онога што научници знају у великој мери засновано на информацијама из његовог дела „Служба жени”. Он у својим делима наводи правила за витезове и слободне племиће које треба следити да би водили частан живот. Његово дело „ Женска књига” је такође вредна спомена, објављена је 1257 године. 

## Радња
„Служба жени” описује живот, авантуре и пре свега љубавну везу између витеза Улриха и две жене које је обожавао. Дело је стога такође подељено на прву и другу службу.

### Прва служба
32 уводне строфе женске службе говоре о детињнству главног јунака. Прва служба почиње у прологу. Главни јунак је са 12 година напустио очеву кућу и током овог путовања упознао племениту даму и одлучио да постане њен слуга. Међутим, отац га враћа кући. Касније одлази у службу код аустријског грофа, али када му отац умре, враћа се кући. Као резултат тога, учествовао је на турнирима за своју даму, како би добио витешко звање, што му је успело након три године. Проглашен је за витеза у Бечу током церемоније венчања ( ћерке аустријског принца Леополда и саксонског принца). На овом венчању поново среће своју љубавницу, након чека Улрих одлучује да неће више никада служити жени, и прва служба је завршена.

### Друга Служба
Друга служба је у поређењу са првом доста краћа и чини једну трећину целокупног епа. Почиње строфом 1390 и завржава се епилогом. Иако је Урлих при крају прве службе одлучио да никада више неће служити жени, након неког времена је променио своју одлуку. У овом тренутку у његовом животу већ постоји жена којој би желео да служи. Он, прерушен у краља Артура, посећује велики турнир и свој пут посвећује једној жени коју је желео да служи. Након што се ово путовање заврши, следи низ тужних догађаја. Војвода Фридрих је убијен, што је изазвало велике невоље у Аустрији. Тада је Урлих заробљен на годину и три недеље. Покушаји ослобођења његових пријатеља пропадају. Међутим, он не престаје својој одабраној жени да шаље писма и обећава да ће јој служити до краја живота. Међутим, као резултат ових страшних догађаја, његова коса постаје седа и губи радост поезије. 

## Епилог
Овај последњи део почиње строфом 1836 и траје до краја епа, односно до строфе 1850. Претпоставља се да је  „Служба жени” прво дело на немачком језику у првом лицу. Аутор у епилогу наглашава да пише о сопственом животу, односно да ово дело није роман, већ аутобиографија. Сматра се, међутим, да ово није права аутобиографија, већ роман са аутобиографским елементима. Неки догађаји у овом епу заправо су се десили у животу аутора. Упркос томе, дело је измишљена прича која романтизује ауторов живот. Аутор сматра да је нечасно говорити о сопственом животу и извињава се због тога. Пре свега, хтео је да покаже младићима циљ службе жени. Да би то урадио, користио је сопствено искуство и надао се да његова прича неће бити само занимљива за читање, већ да ће свако ко је прочита нешто научити.